# Malus sorbus
Malus sorbus är en tvåhjärtbladig växtart som först beskrevs av Joseph Gaertner, och fick sitt nu gällande namn av Moritz (Moriz) Balthasar Borkhausen. Malus sorbus ingår i släktet aplar och familjen rosväxter. Inga underarter finns listade i Catalogue of Life.